# Eupanacra hollandiae
Eupanacra hollandiae är en fjärilsart som beskrevs av Clark 1931. Eupanacra hollandiae ingår i släktet Eupanacra och familjen svärmare. Inga underarter finns listade i Catalogue of Life.